# Roy Hart (cầu thủ bóng đá)
Roy Ernest Hart (30 tháng 5 năm 1933 – tháng 6 năm 2014) là một cầu thủ bóng đá người Anh thi đấu ở vị trí centre half thi đấu ở Football League cho Brentford. Ông có 2 lần ra sân cho Brentford ở Division Three South năm 1955.

## Thống kê sự nghiệp
| Câu lạc bộ     | Mùa giải       | Giải vô địch         | Giải vô địch | Giải vô địch | Cúp FA | Cúp FA | Tổng | Tổng |
| Câu lạc bộ     | Mùa giải       | Hạng đấu             | Trận         | Bàn          | Trận   | Bàn    | Trận | Bàn  |
| -------------- | -------------- | -------------------- | ------------ | ------------ | ------ | ------ | ---- | ---- |
| Brentford      | 1954–55        | Third Division South | 2            | 0            | 0      | 0      | 2    | 0    |
| Tổng sự nghiệp | Tổng sự nghiệp | Tổng sự nghiệp       | 2            | 0            | 0      | 0      | 2    | 0    |